# Hendrik Cornelis Siebers
Hendrik Cornelis Siebers, né le 6 janvier 1890 à Surabaya (Java) et mort en octobre 1949, est un ornithologue néerlandais qui a travaillé au muséum d'histoire naturelle de l'université d'Amsterdam.
Il a exploré à partir de 1925 la partie orientale de l'Indonésie, notamment l'île de Buru. Il a décrit et nommé trois nouvelles espèces d'oiseaux : le Lori de Buru (Charmosyna toxopei), le Gobemouche de Hartert (Ficedula harterti) et le Gobemouche de Sumba (Muscicapa segregata).

## Source
- (fi) Cet article est partiellement ou en totalité issu de l’article de Wikipédia en finnois intitulé « Hendrik Cornelis Siebers » (voir la liste des auteurs).